# Espiònides
Els espiònides (Spionida) són un ordre d'anèl·lids poliquets de la subclasse Sedentaria. Viuen en fons tous de les zones costaneres, ja sigui nerítiques (poc profundes) o litorals (intermareals).

## Característiques
La boca no té mandíbules, i la faringe es parcialment eversible. Tenen un parell de tentacles flexibles, amb solcs que faciliten l'alimentació i que surten directament del prostomi. Algunes espècies tenen petites taques oculars i altres presenten un lòbul sensorial central. Alguns dels segments anteriors tenen brànquies. Els parapodis tenen làmines grans. Les quetes són capil·lars i posseeixen espines i ganxos no ramificats.

## Taxonomia
L'ordre Spionida inclou 707 espècies en sis o vuit famílies:
- Família Aberrantidae Wolf, 1987[2]
- Família Apistobranchidae Mesnil & Caullery, 1898
- Família Longosomatidae Hartman, 1944
- Família Magelonidae Cunningham & Ramage, 1888[2]
- Família Poecilochaetidae Hannerz, 1956
- Família Spionidae Grube, 1850
- Família Trochochaetidae Pettibone, 1963
- Família Uncispionidae Green, 1982